# McKenzie Motors
McKenzie war ein britischer Automobilhersteller aus Birmingham. Ab 1913 hieß das Unternehmen Thomas McKenzie, ab 1920 McKenzie Motors Limited. 1926 endete die Produktion.
Das Unternehmen stellte Modelle der unteren Mittelklasse her. 1913 wurde der McKenzie 9 hp vorgestellt, der einen seitengesteuerten Vierzylinder-Reihenmotor mit 1,2 l Hubraum besaß. Der Radstand des Fahrzeuges betrug 2591 mm. Im zweiten Jahr des Ersten Weltkrieges wurde die Fertigung eingestellt und erst 1919 wieder aufgenommen. Dieser zweite 9 hp besaß einen obengesteuerten Motor mit 1,1 l Hubraum. Der Radstand war auf 2515 mm geschrumpft.
1920 wurde dem 9 hp der größere McKenzie 10.8 hp zur Seite gestellt. Der Wagen hatte wieder den alten Radstand von 2591 mm und einen Motor mit 1,5 l Hubraum. Beide Modelle wurden bis 1925 gebaut.
In diesem Jahr löste der McKenzie 11.9 hp die beiden Modelle ab. Sein Hubraum betrug ebenfalls 1,5 l und sein Radstand wuchs auf 2667 mm.
1926 verschwand die Marke wieder vom Markt.

## Modelle
| Modell  | Bauzeitraum | Zylinder | Hubraum  | Radstand |
| ------- | ----------- | -------- | -------- | -------- |
| 9 hp    | 1913–1915   | 4 Reihe  | 1162 cm³ | 2591 mm  |
| 9 hp    | 1919–1925   | 4 Reihe  | 1074 cm³ | 2515 mm  |
| 10,8 hp | 1920–1925   | 4 Reihe  | 1498 cm³ | 2591 mm  |
| 11,9 hp | 1925–1926   | 4 Reihe  | 1496 cm³ | 2667 mm  |